# Apófansis
Apófansis (del griego ἀπόφανσις, substantivo derivado de  ἀποφαίνω, «mostrar») es, según Aristóteles, una oración o un discurso en los que se da la verdad o la falsedad. Se distinguen por ello de otro tipo de oraciones, como la plegaria, que no puede ser verdadera o falsa.
Toda oración apofántica debe poseer un verbo en alguna inflexión, por lo que Aristóteles la define también como "sonido significativo acerca de si algo se da o no se da, con arreglo a la división de los tiempos".
La oración apofántica puede ser una afirmación (catáfasis), es decir, una manifestación de algo unido a algo; o una negación (apófasis), la manifestación de algo separado de algo. La relación entre estos dos tipos de oraciones, cuando se refieren a lo mismo, recibe el nombre de "contradicción" (antífasis).